# 喜多方警察署
喜多方警察署（きたかたけいさつしょ）は、福島県警察が管轄する警察署の一つである。

## 管轄区域
- 喜多方市
- 耶麻郡西会津町、北塩原村（大塩地区・北山地区）

## 所在地
- 福島県喜多方市関柴町上高額字宮越537-10

## 沿革
- 明治9年：福島県警若松出張所喜多方町屯所設置
- 明治13年：喜多方警察署に昇格
- 1948年（昭和23年）：警察法施行により、喜多方地区警察署に改称
- 1954年（昭和29年）7月：再び喜多方警察署に改称
- 1960年（昭和35年）8月：河沼郡高郷村が耶麻郡に編入されたことに併せて管轄区域とする
- 1978年（昭和53年）7月：現在地に移転新築

## 交番

### 喜多方市
- 幸町交番 - 喜多方市字御清水7266番地4

### 西会津町
- 西会津交番 - 耶麻郡西会津町野沢字浦道添甲97番地6

## 駐在所

### 喜多方市
- 塩川駐在所 - 喜多方市塩川町字東栄町1丁目4番地3
- 相川駐在所 - 喜多方市山都町相川字高野甲459番地
- 熱塩加納駐在所 - 喜多方市熱塩加納町加納字根岸山5054番地の19
- 上三宮駐在所 - 喜多方市上三宮町上三宮字籬山758番地5
- 熊倉駐在所 - 喜多方市熊倉町熊倉字熊倉780番地1
- 高郷駐在所 - 喜多方市高郷町塩坪字塩坪1075番地の2
- 山都駐在所 - 喜多方市山都町字松ノ前3017番地5

### 西会津町
- 奥川駐在所 - 耶麻郡西会津町奥川大字飯里字六百苅565番地1

### 北塩原村
- 大塩駐在所 - 耶麻郡北塩原村大字大塩字下六郎屋敷2161番地の2